# Ziziphus jujuba
Ziziphus jujuba är en brakvedsväxtart som beskrevs av Philip Miller. Ziziphus jujuba ingår i släktet Ziziphus och familjen brakvedsväxter.
Artens svenska trivialnamn är bland annat jujuber, kinesisk jujuber, jujubär och bröstbär.
Den upp till 10 meter höga busken odlas i trädgårdar över hela världen.
Växten har små gula blommor och bären är brunröd med gult fruktkött.
Arten infördes först i Japan och fick namnet ナツメ/棗 (natsume) och senare i nordvästra Indien och Sydostasien. Idag odlas den i Medelhavsområdet och andra varma regioner på jorden.

## Underarter
Arten delas in i följande underarter:
- Z. j. inermis
- Z. j. spinosa

## Bildgalleri

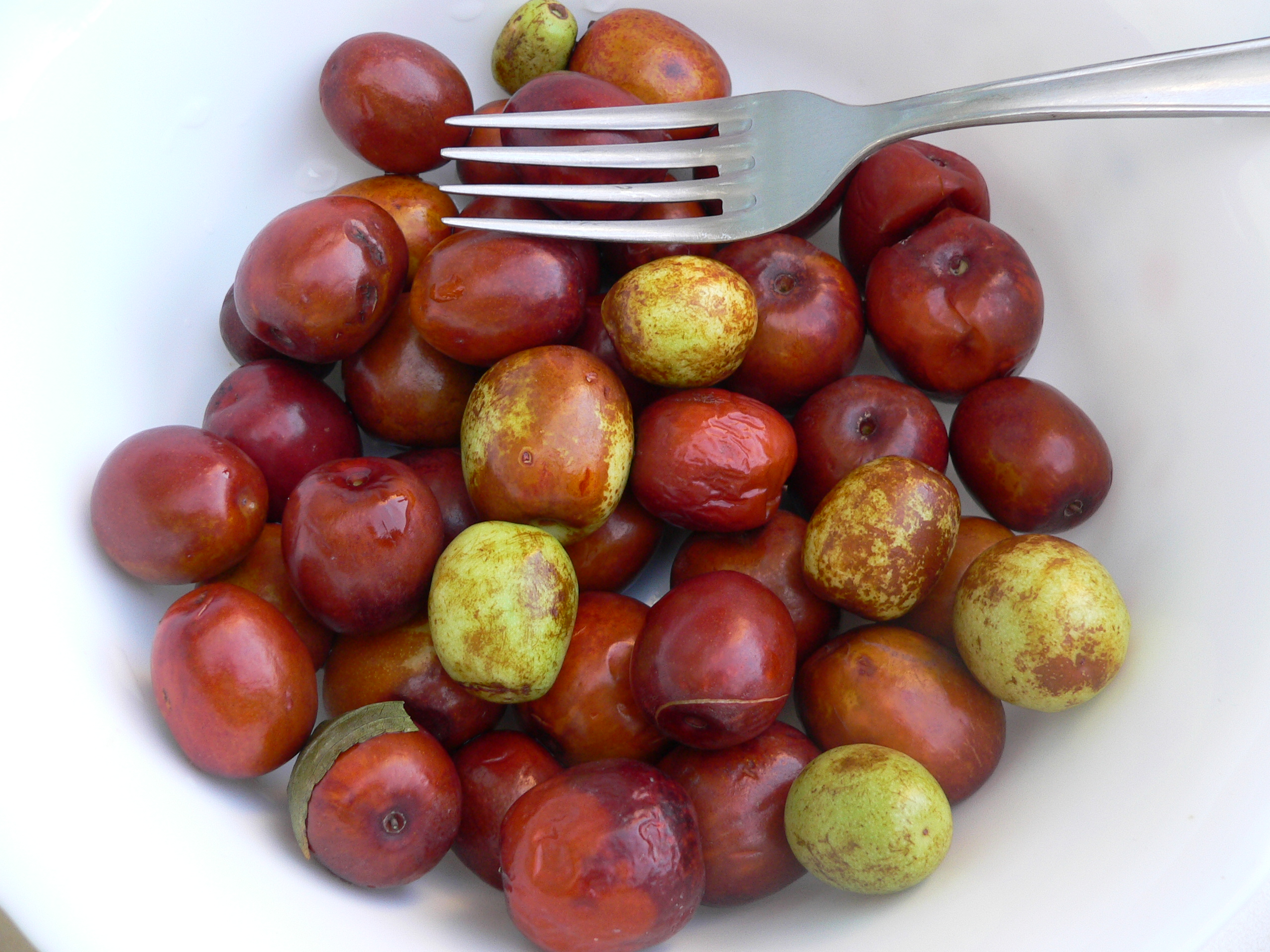
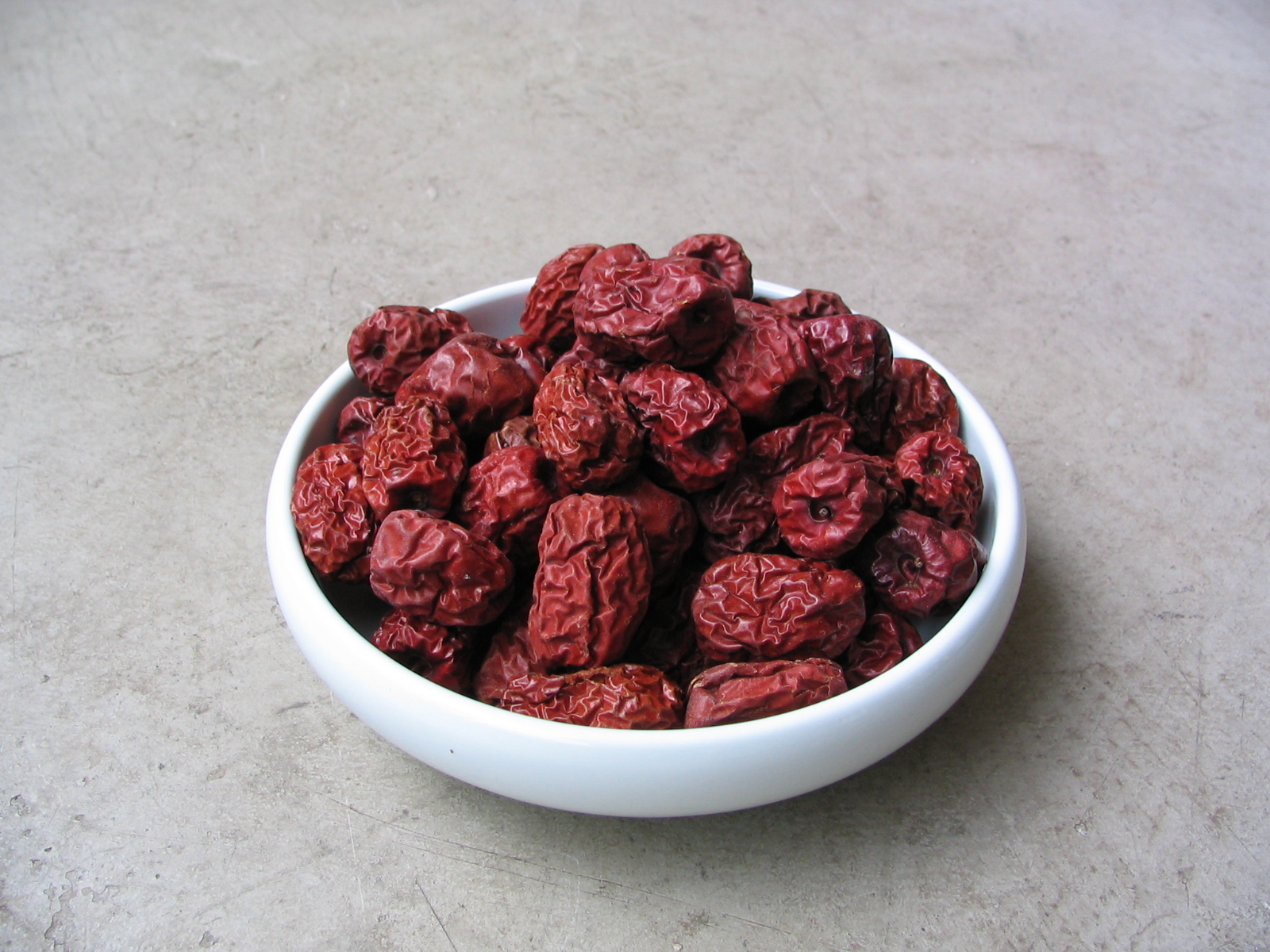
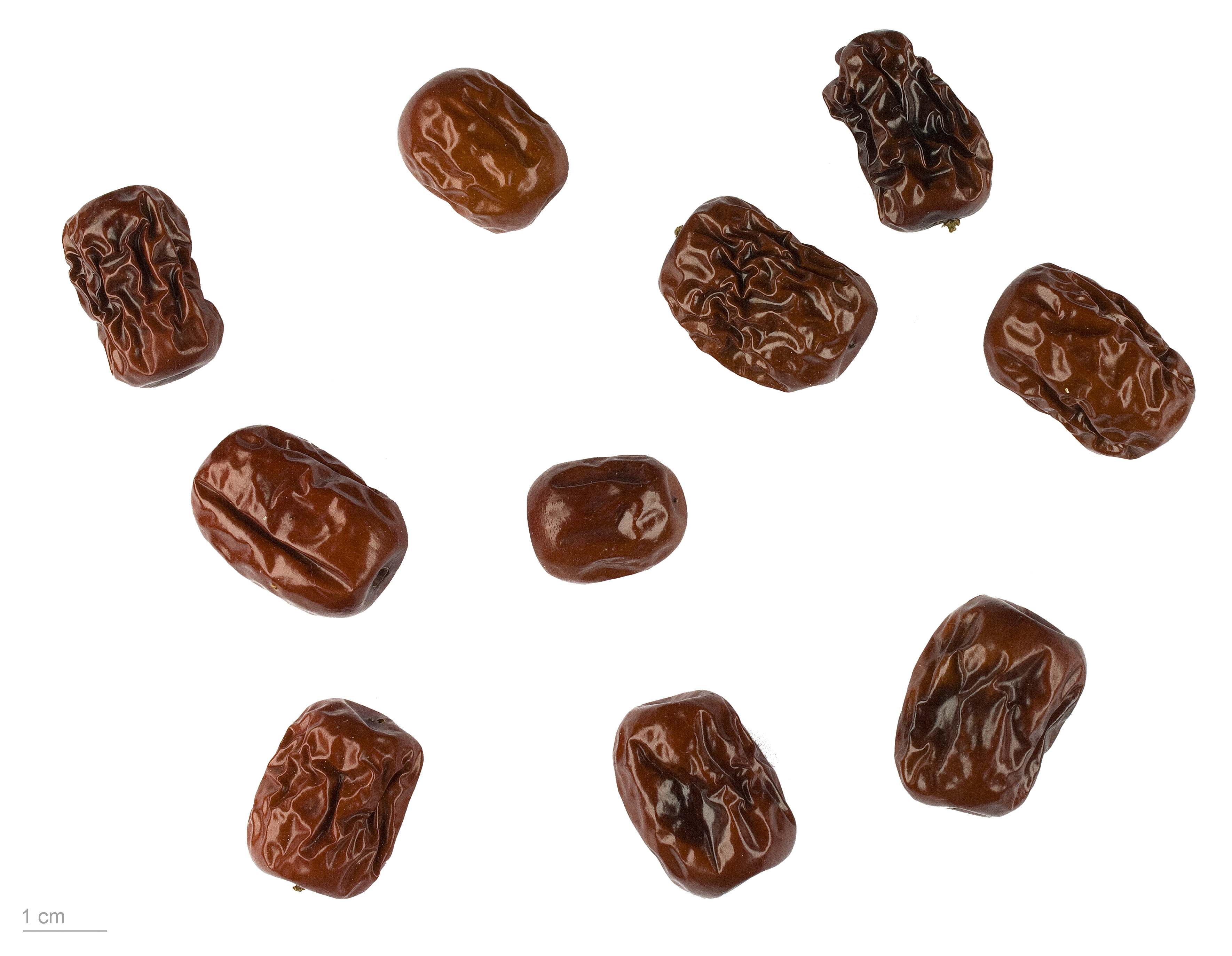
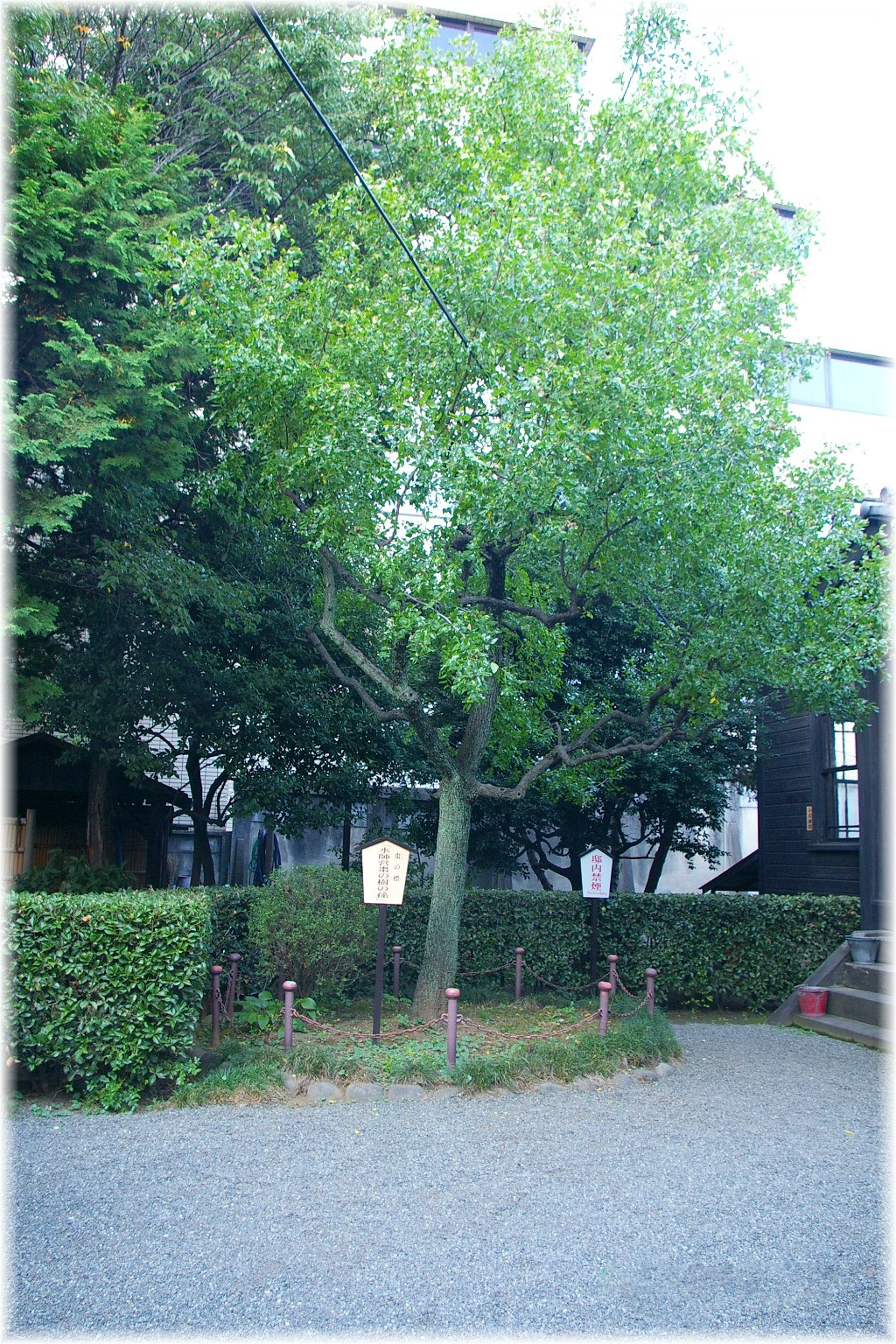
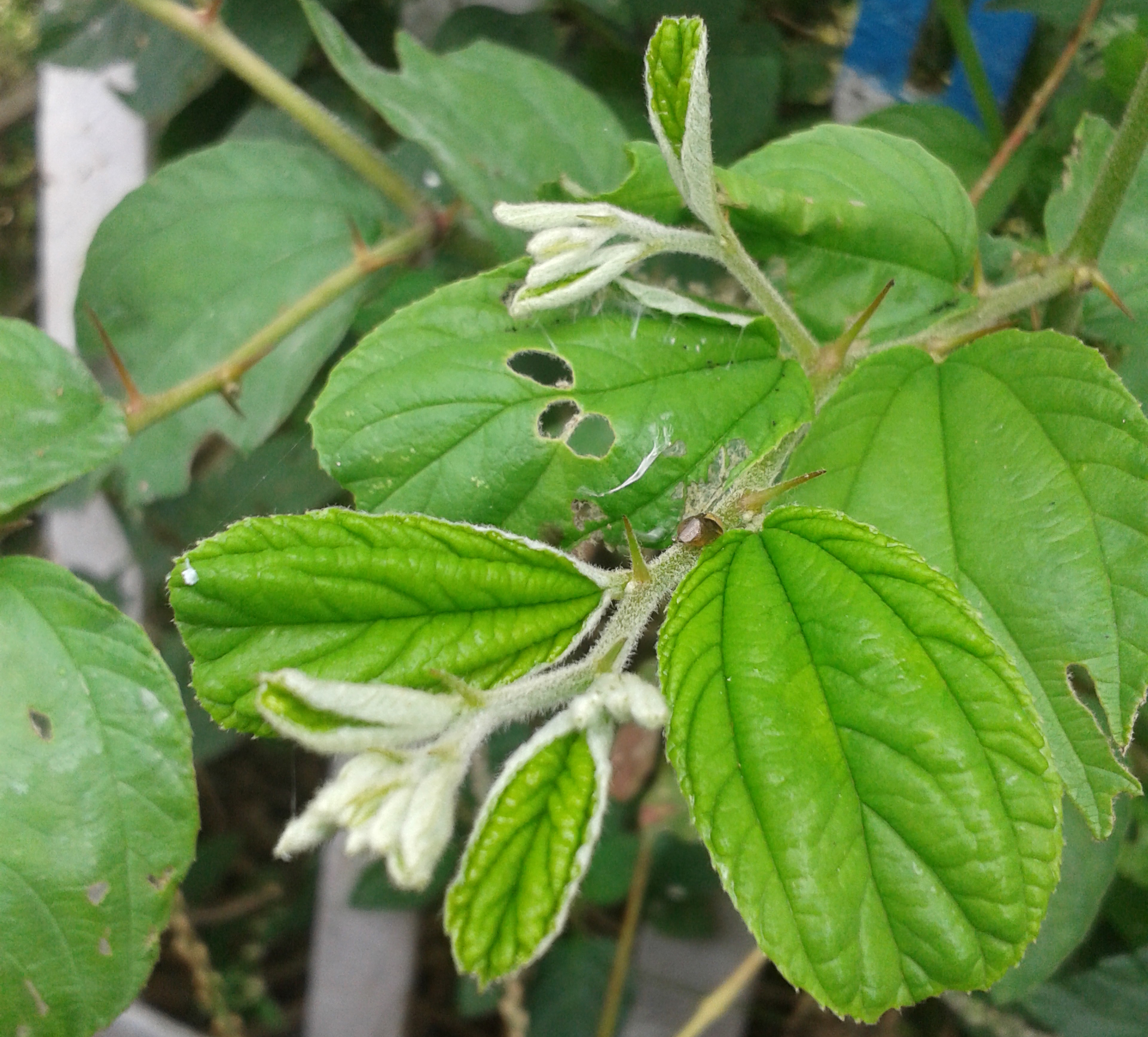